# 에른스트 아베

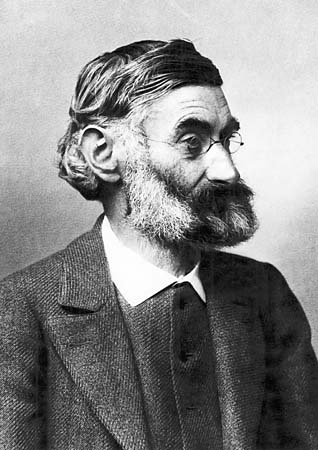
에른스트 아베.

에른스트 칼 아베(Ernst Karl Abbe, HonFRMS, 1840년 1월 23일 ~ 1905년 1월 14일)는 독일의 물리학자, 광과학자, 기업가, 사회 개혁가이다. 오토 쇼트, 카를 차이스와 더불어, 현대 광학의 토대를 세웠다. 아베는 수많은 광학 장치들을 개발하였다. 독일의 현미경, 천체 망원경, 천체 투영관, 기타 광학 시스템 연구 및 제조업체인 칼자이스 AG의 공동 소유자이다.

## 생애
아베는 1840년 1월 23일 작센바이마르아이제나흐 대공국 아이제나흐에서 태어났으며, 그의 부모는 Georg Adam Abbe와 Elisabeth Christina Barchfeldt이다.
아베는 1905년 1월 14일 예나에서 사망했다. 그는 무신론자이다.

## 같이 보기
- 회절 한계
- 접안렌즈
- 아베수
- 광학 수차